# Forbidden Siren 2
Forbidden Siren 2 (i Asien känt som Siren 2) är ett survival horror-spel utvecklat av Sony Computer Entertainment och släpptes till Playstation 2 år 2006. Spelet släpptes inte i Nordamerika.